# Cowles (Nebraska)
Cowles je selo u američkoj saveznoj državi Nebraska. Prema popisu stanovništva iz 2010. u njemu je živjelo 30 stanovnika.